# Rob Lee
Robert Martin Lee (London, 1966. február 1. –) angol válogatott labdarúgó. Két fia van, akik szintén labdarúgók, Oliver és Elliot a Birmingham City illetve a West Ham United játékosai.
Az angol labdarúgó-válogatott tagjaként részt vett az 1998-as labdarúgó-világbajnokságon.

## Sikerei, díjai
- Newcastle United
  - Angol bajnok: 1991–92